# Velojet
Velojet war eine österreichische Band aus Steyr und Wien. Ihr Stil war vor allem durch Musik aus den 1960ern, wie die von den Beatles und von den Beach Boys, aber auch durch Jazzmusik beeinflusst. Im Jahr 2006 war die Band für den Amadeus Austrian Music Award nominiert.
2005 wurde das Debütalbum Velojet veröffentlicht. Die beiden Singles Your Side und Something to believe in sind in dem alternativen Jugendradiosender FM4 und dem Musikfernsehsender gotv gespielt worden.
Die Band hat sich 2015 aufgelöst. René Mühlberger widmet sich seither seinem Nachfolgeprojekt Pressyes – anfänglich als Solist und später von Marlene Lacherstorfer und dem Drummer Alex Kerbl begleitet. Andere ehemalige Bandmitglieder haben sich in das Privatleben zurückgezogen.

## Diskografie

### Singles
- Your Side (2005)
- Something To Believe In (2005)
- I Follow My Heart (2007)
- Pass It Back (2009)
- Give Up The Ghost (2009)
- Angeldust (2013)

### Alben
- Velojet (2005)
- This Quiet Town (2007)
- Heavy Gold And The Great Return Of The Stereo Chorus (2010)
- Panorama (4. Oktober 2013)